# Шуак
Шуа́к (каз. Шуақ) — село у складі Жарминського району Абайської області Казахстану. Входить до складу Жангізтобинської селищної адміністрації.
Населення — 1110 осіб (2021; 1220 у 2009, 872 у 1999).
До 2011 року село називалось Солнечне.